# Proteinuria
Il termine proteinuria (pronuncia proteinùria, o proteinurìa alla greca, composto di «proteina» e del gr. -ουρία, derivato di οὖρον, «urina») indica la presenza di proteine nell'urina.

## Fisiologia
I reni contengono unità anatomiche chiamate glomeruli, ammassi capillari tesi tra due arteriole. Attraverso le pareti fenestrate dei capillari glomerulari vengono eliminate sostanze tossiche e prodotti di scarto dal sangue; tali sostanze, insieme alla pre-urina, vengono convogliate in un sistema di tubuli che collegano il parenchima renale con la pelvi renale. Con tale sistema, le sostanze tossiche e i prodotti di scarto vengono ad essere concentrati nelle urine in modo che essi possano essere rimossi dall'organismo. Inoltre, i glomeruli hanno la capacità di trattenere molecole utili all'organismo come le proteine.

## Patologia
Normalmente le proteine presenti nel sangue (globuline, albumine ecc.), date le loro dimensioni, non riescono a oltrepassare il filtro renale, ma in varie condizioni patologiche che coinvolgono il rene (conseguenti a reazioni allergiche, a intossicazioni da farmaci o droghe ecc. o glomerulopatie primitive) l'apparato di filtrazione del rene stesso non è più in grado di trattenerle, consentendone la perdita nelle urine.
Una normale escrezione urinaria di proteine è inferiore a 150 mg al giorno. Escrezione urinaria di proteine superiore a 150 mg al giorno viene definita proteinuria; una proteinuria che persiste oltre una singola misurazione non deve essere ignorata e deve essere valutata dal medico. La proteinuria generalmente riflette un aumento della permeabilità dei glomeruli a queste molecole. Qualche volta i pazienti hanno evidenti sintomi come: edema (gonfiore delle gambe o del corpo), sangue nelle urine (ematuria) o pus (piuria), ma in molti casi i pazienti con proteinuria non hanno sintomi.

## Classificazione
La classificazione della proteinuria si basa sulle condizioni in grado di innescare la perdita proteica e sulla durata. In base a questi criteri, la proteinuria può essere classificata in 3 categorie: transitoria (o intermittente), ortostatica, e persistente.
Proteinuria transitoria
La proteinuria transitoria è di gran lunga la forma più comune. Si riscontra nel 4 % degli uomini e nel 7 % delle donne ad un singolo esame scompare pressoché in tutti i pazienti alle successive valutazioni. Lo stress, come in caso di febbre o l'esercizio fisico, può essere responsabile di un incremento transitorio dell'escrezione di proteine. Per esempio, con l'esercizio intenso l'escrezione proteica può superare i 2 g/die).
Proteinuria ortostatica
La proteinuria ortostatica (posizione eretta) si riscontra principalmente negli adolescenti. L'escrezione proteica di un individuo aumenta in posizione eretta, ma è normale quando è disteso (inferiore a 50 mg per 8 ore). La proteinuria ortostatica è presente nel 2 - 5% degli adolescenti ma è insolita in individui al di sopra dei 30 anni. Non si sa il motivo per cui si verifichi questo tipo di proteinuria, ma si pensa possa essere dovuta a delle normali risposte dell'organismo ai cambiamenti di posizione, ad una lieve anormalità dei glomeruli o ad un'esagerata risposta del sistema circolatorio ai cambiamenti di posizione. La proteinuria ortostatica viene diagnosticata attraverso una raccolta delle urine divisa in 2 campioni: uno ottenuto mentre il paziente è in posizione eretta e uno ottenuto di notte mentre è disteso da alcune ore ed ha vuotato la vescica prima di distendersi. La proteinuria ortostatica generalmente scompare con l'età, studi hanno dimostrato che la funzione renale in questi pazienti rimane normale anche dopo i 50 anni di osservazione.
Proteinuria persistente
Indica in genere la presenza di una malattia renale o generale. Ad esempio, l'insufficienza cardiaca è spesso associata a moderata proteinuria. Altri pazienti con proteinuria possono avere una malattia glomerulare (malattia dei glomeruli), che può essere una malattia primitiva dei glomeruli come la glomerulopatia a lesioni minime, la glomerulosclerosi segmentaria e focale e la glomerulonefrite membranosa od una malattia secondaria dei glomeruli causata da una malattia generale (sistemica) come ad esempio il diabete (nefropatia diabetica).

## Diagnosi
La proteinuria viene rivelata da un esame delle urine. È importante distinguere tra cause relativamente benigne e cause meno comuni che richiedono un consulto con un medico specialista in malattie dei reni (nefrologo). Quando non ci sono sintomi e la proteinuria è stata scoperta casualmente attraverso un esame delle urine, devono essere valutate le condizioni durante le quali vengono escrete e la concentrazione delle stesse nell'urina, al fine di identificare il tipo di proteinuria.
L'entità dell'escrezione di proteine viene misurata con una raccolta urinaria delle 24 ore. Molti pazienti con forme isolate di proteinuria benigna eliminano meno di 1-2 g al giorno. In pazienti con forme gravi di malattia dei glomeruli, l'escrezione di proteine è spesso superiore ai 3 g/di. Pazienti con grave proteinuria possono avere un insieme di segni che costituiscono la cosiddetta sindrome nefrosica, caratterizzata da
- Proteinuria > di 3 grammi nelle 24 ore
- Stato anasarcale
- Ipoalbuminemia
- Lipiduria
- Dislipidemia
- Ipercoagulabilità[5].

Sono necessari una serie di esami per valutare la presenza di proteine nelle urine. Quando un esame è positivo per proteine, l'urina viene esaminata al microscopio per valutare la presenza di cellule, cristalli, batteri o strutture chiamate cilindri. Se non si trova nulla, si deve programmare una seconda o terza valutazione. Come detto sopra la proteinuria transitoria è comune, e in quasi tutti i casi i successivi controlli urinari sono normali.
La proteinuria persistente può essere valutata con una raccolta delle urine delle 24 ore o calcolando il rapporto proteine totali /creatinina in un campione urinario. Come detto sopra, in individui al di sopra dei 30 anni nei quali si prende in considerazione una proteinuria ortostatica, la raccolta delle urine delle 24 ore deve essere separata in due campioni: in posizione eretta e in posizione supina. Saranno programmati anche esami del sangue e per valutare la funzione renale.
È necessaria anche un'accurata anamnesi, valutando la presenza di diabete mellito, insufficienza cardiaca o una precedente storia di malattia renale. Se la proteinuria persiste e la storia non è d'aiuto, deve essere programmata un'ecografia per valutare la possibilità che ci siano anormalità anatomiche del rene. Pazienti con proteinuria persistente devono essere affidati ad un nefrologo per decisioni riguardanti ulteriori accertamenti.
Generalmente si programma una biopsia renale in pazienti con moderata proteinuria persistente (inferiore a 2 g/L) solo se c'è qualche segno di malattia progressiva, come l'incremento dell'escrezione proteica, elevata pressione arteriosa, od evidenza dagli esami del sangue di un non corretto funzionamento renale. Molti nefrologi programmano una biopsia in pazienti con gradi più alti di proteinuria (2 - 3 g/L o più).

## Trattamento e prognosi
La proteinuria ortostatica e la proteinuria transitoria sono condizioni benigne e non è necessario alcun trattamento. In quei pazienti con proteinuria persistente, deve essere trattata la sottostante condizione responsabile della proteinuria.
Pazienti con proteinuria persistente isolata (non associata a una riduzione della funzione renale o a malattia sistemiche), con valori inferiori a 2 grammi nelle 24 ore, hanno solitamente un decorso benigno anche senza terapia specifica. Molti nefrologi trattano questi pazienti con ACE inibitori (captopril, enalapril, fosinopril), comuni farmaci antiipertensivi ben tollerati dalla gran parte dei pazienti.
La progressione verso l'insufficienza renale è più probabile in pazienti con proteinuria superiore a 3 g/die. Il trattamento è specifico delle cause sottostanti e viene generalmente associato alla somministrazione di un ACE-inibitore.